# Eosentomon daliense
Eosentomon daliense är en urinsektsart som beskrevs av Imadaté, Yin och Xie 1995. Eosentomon daliense ingår i släktet Eosentomon och familjen trakétrevfotingar. Inga underarter finns listade i Catalogue of Life.